# Villenave-de-Rions
Villenave-de-Rions är en kommun i departementet Gironde i regionen Nouvelle-Aquitaine i sydvästra Frankrike. Kommunen ligger i kantonen Cadillac som tillhör arrondissementet Langon. År 2022 hade Villenave-de-Rions 373 invånare.

## Befolkningsutveckling
Antalet invånare i kommunen Villenave-de-Rions
Referens:INSEE